# Henri Callot
Ernest Henri Callot foi um esgrimista francês, representou seu país nos Jogos Olímpicos de Verão de 1896. Conseguiu a medalha de prata.